# Tangan-Tangan
Tangan-Tangan (indonez. Kecamatan Tangan-Tangan) – kecamatan w kabupatenie Aceh Barat Daya w okręgu specjalnym Aceh w Indonezji.
Kecamatan ten znajduje się w północnej części Sumatry, nad Oceanem Indyjskim. Od północnego zachodu graniczy z kecamatanem Setia, od północy z kecmatanem Blang Pidie, od wschodu z kabupatenem Aceh Selatan, a od południa z kecamatanami Lembah Sabil i Manggeng. Przebiega przez niego droga Jalan Lintas Barat Sumatrea.
W 2010 roku kecamatan ten zamieszkiwało 11 509 osób, z których wszyscy stanowili ludność wiejską. Mężczyzn było 5 635, a kobiet 5 874. 11 504 osoby wyznawały islam.
Znajdują się tutaj miejscowości: Adan, Bineh Krueng, Blang Padang, Drien Jalo, Drien Kipah, Gunung Cut, Kuta Bak Drien, Mesjid, Padang Bak Jeumpa, Padang Jaklok, Padang Kawa, Pante Geulumpang, Suak Labu, Suak Nibong.